# Hyundai Coupé
Hyundai Coupe — автомобиль в кузове трехдверный лифтбэк корейской компании Hyundai Motor. Выпускался с 1996 по 2009 год. Известен под брендами: Tiburon (в переводе с испанского «акула») в Северной Америке, Австралии, Австрии, Новой Зеландии, Tuscani или Turbulence в Южной Корее, и Coupe в Европе и России.
Первый показ спортивного купе Hyundai Tiburon состоялся на Женевском автосалоне в марте 1996 года. В конце 1999 года модель серьезно обновилась. В последующем дизайн машины пережил ещё 3 фейслифтинга (2002, 2005, 2007 гг.) Автомобиль создавался специально для рынка США, поэтому во главу угла ставились броский дизайн и доступная цена (последнее достигалось урезанием опции, доступных для «европеек» и сниженным качеством материалов отделки интерьера). Устойчивый спрос на модель обеспечили невысокая цена и раскрутка в видеоиграх серии Need For Speed.

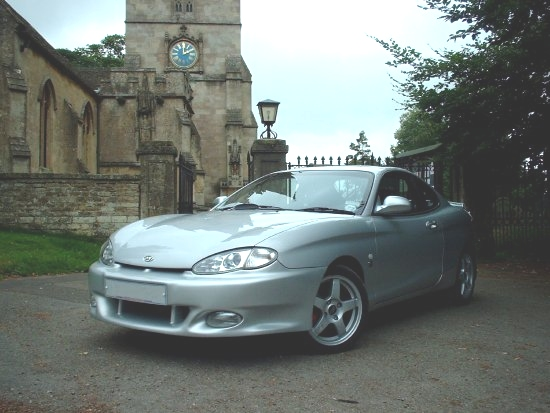
Hyundai Coupe RD (1998—1999) (UK)

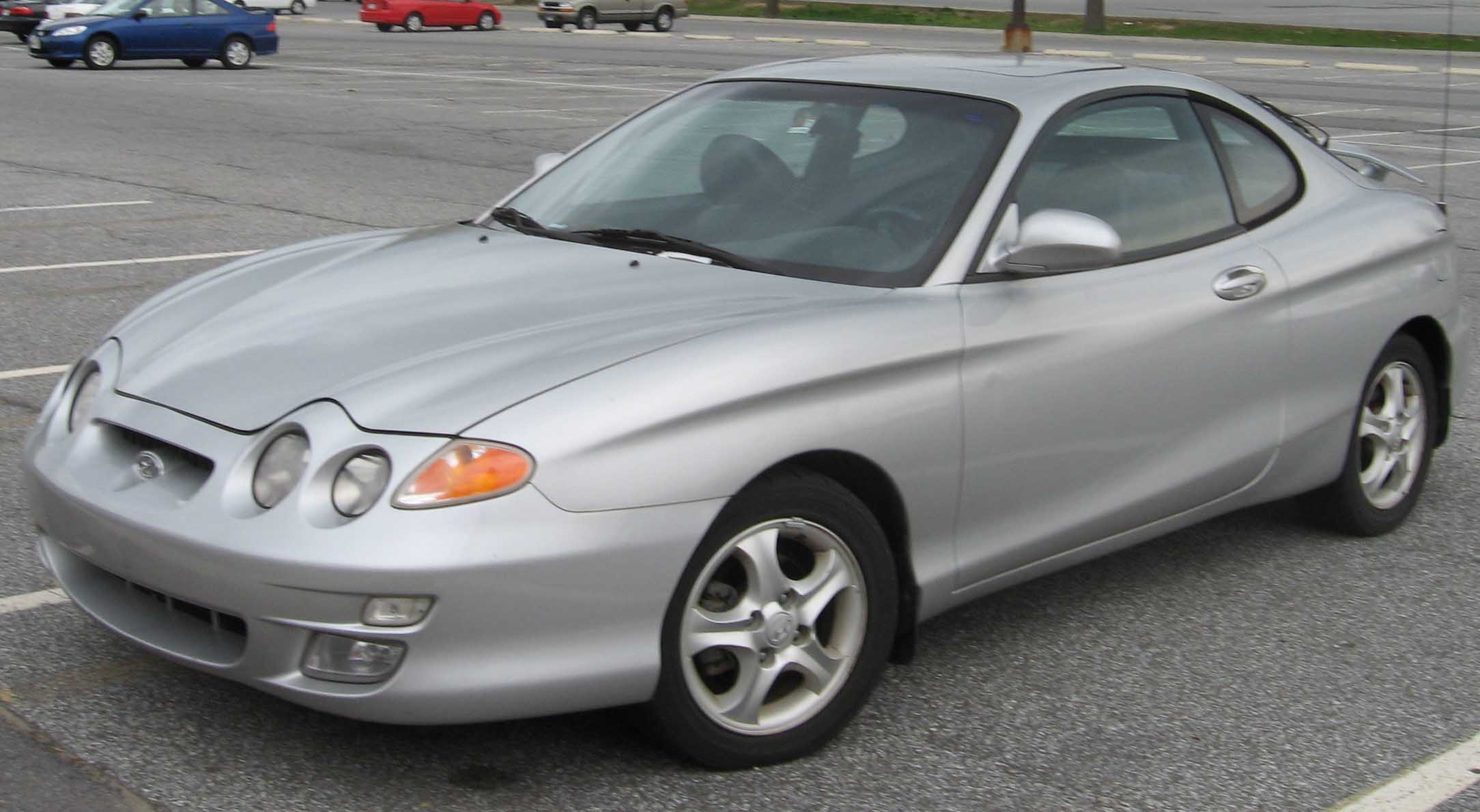
Hyundai Tiburon RD2 (2000—2001) (US)

## Первое поколение

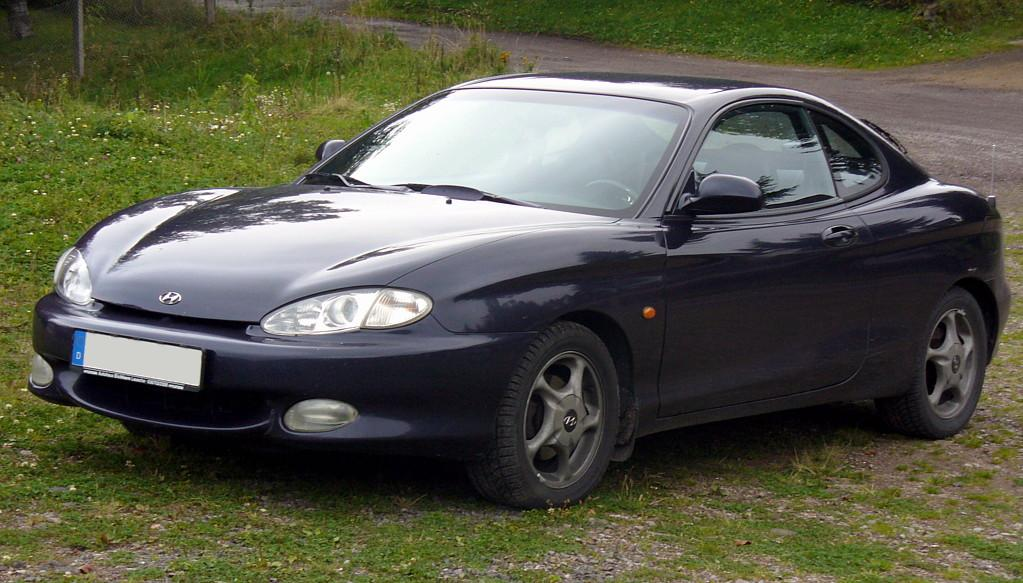
Hyundai Coupé J2

Hyundai Coupe в этом кузове впервые сошёл с конвейера в конце 1996 года и был доступен для продажи в нескольких странах с двигателями 1,6 и 1,8 л. В Соединенных Штатах, Tiburon впервые был предложен покупателям в 1997 году. Автомобиль оснащался двигателем от другой модели Hyundai — Elantra. (1.8л. версия выдавала мощность в 130 л.с. (97 кВт)).
Следующие модели, которые получили префикс FX комплектовались двухлитровыми моторами с четырьмя цилиндрами, мощность которых составляла уже 140 л.с. (104 кВт). Разгонная динамика этого мотора из-за низкого веса машины (всего около 1150 кг.) была довольно приличной — 8.3 с до 100 км/ч.
С 1998 года на «Тибуроны» перестали ставить старые 1,8 л. двигатели, дав обеим версиям моделей обновлённый 2-литровый двигатель.
Версии Tiburon изготовлены в период с 1996 по 2002 гг. так же известны как «RC» Tiburon. Существовали различные варианты, с или без ABS, 2 подушки безопасности, кожей, люком на крыше.
Журнал Auto, Motor und Sport в 1996 году на своих страницах рассказал, что подвеска «Тибуронов» и дизайн кузова разрабатывались и собирались совместно со специалистами из Porsche. Журнал описал результат трудов как "лучшее сочетание комфорта, сцепления с дорогой и ощущения спортивности среди авто этого класса.

## Второе поколение

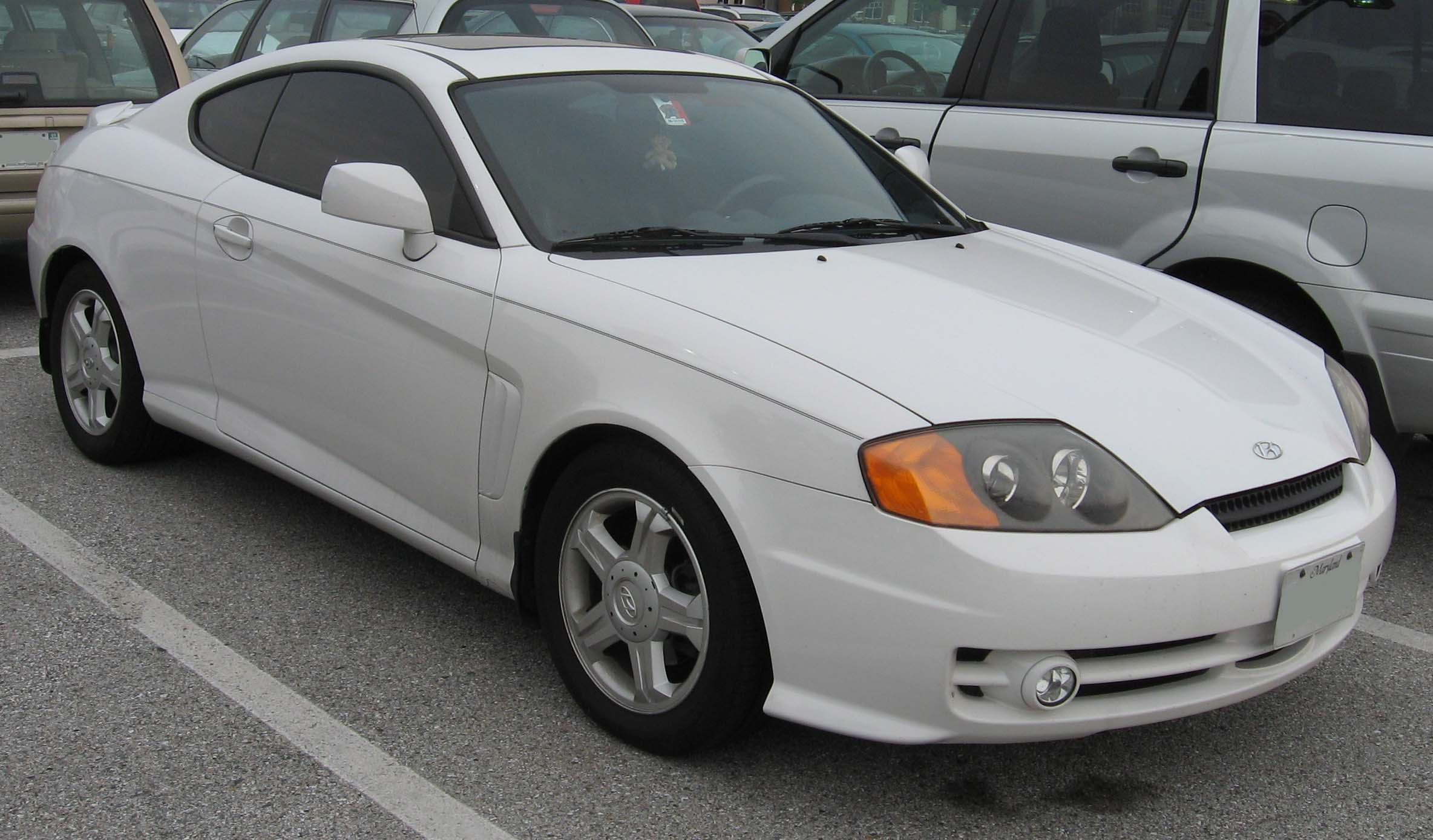
Hyundai Coupe модельного ряда 2004 года

Предыдущее поколение Hyundai Coupe было снято с конвейера после окончания 2002 года. В 2003 году Hyundai обновил внешний вид Coupe. Габаритные размеры кузова стали крупнее, в линейку двигателей была добавлена v-образная «шестёрка» (V6).
Колёсная база и общая длина немного выросли по сравнению с предыдущей версией, увеличив собственный вес на 91 кг.
В базовой комплектации машины шли с фронтальными подушками безопасности. Линейка двигателей: 2-литровый с четырьмя цилиндрами, 138 л. с., а также 2,7-литровый V6, которым оснащались «Сонаты» и «Санта Фе» — 178 л. с.
Пятиступенчатая механическая коробка передач была стандартной, в то время как четырёхступенчатая автоматическая была опцией. Также дополнительно на люксовые версии GT V6 ставили шестиступенчатую механику. Базовые модели и модели GT V6 с коробкой автомат оснащались 16-дюймовыми шинами, в то время как 6-ступенчатую «механику» для GT всегда комплектовали 17-дюймовыми колёсами.
В США для версии GT V6 кожаный салон был стандартом, так же как и задний спойлер. Версии GT V6 с 6-ст МКПП внешне можно было отличить по высокому спойлеру на багажнике, а также увеличенной в длине ручке переключения передач.
Люк и алюминиевые педали всегда были опциональны.
Известная передача про автомобили Top Gear в своём сравнительном тесте Hyundai Coupe и Lexus CS 430 отдала предпочтение корейскому автомобилю, который удостоился от ведущего таких характеристик как «прекрасный автомобиль», «отличное, держащее дорогу шасси» и «авто, которое даёт не драйва за свой ценник, а просто даёт отличного драйва!».
Для GT V6, которая позиционировалась как люксовая версия Coupe/Tiburon/Tuscani в США, также была выпущена специальная версия. Её можно было отличить по шильду «Special Edition» под значком «Tiburon», новой обивке салона, стерео-системе от «Kenwood», красным суппортам спереди и мультиметру на «торпеде».
Данная версия комплектовались только 6-ступенчатой механической или автоматической коробками. Цвета: Jet Black, Rally Red, Sunburst Yellow. Новый дизайн получил высокую оценку автомобильных журналистов, причем некоторые из них сравнили её с Ferrari 456.

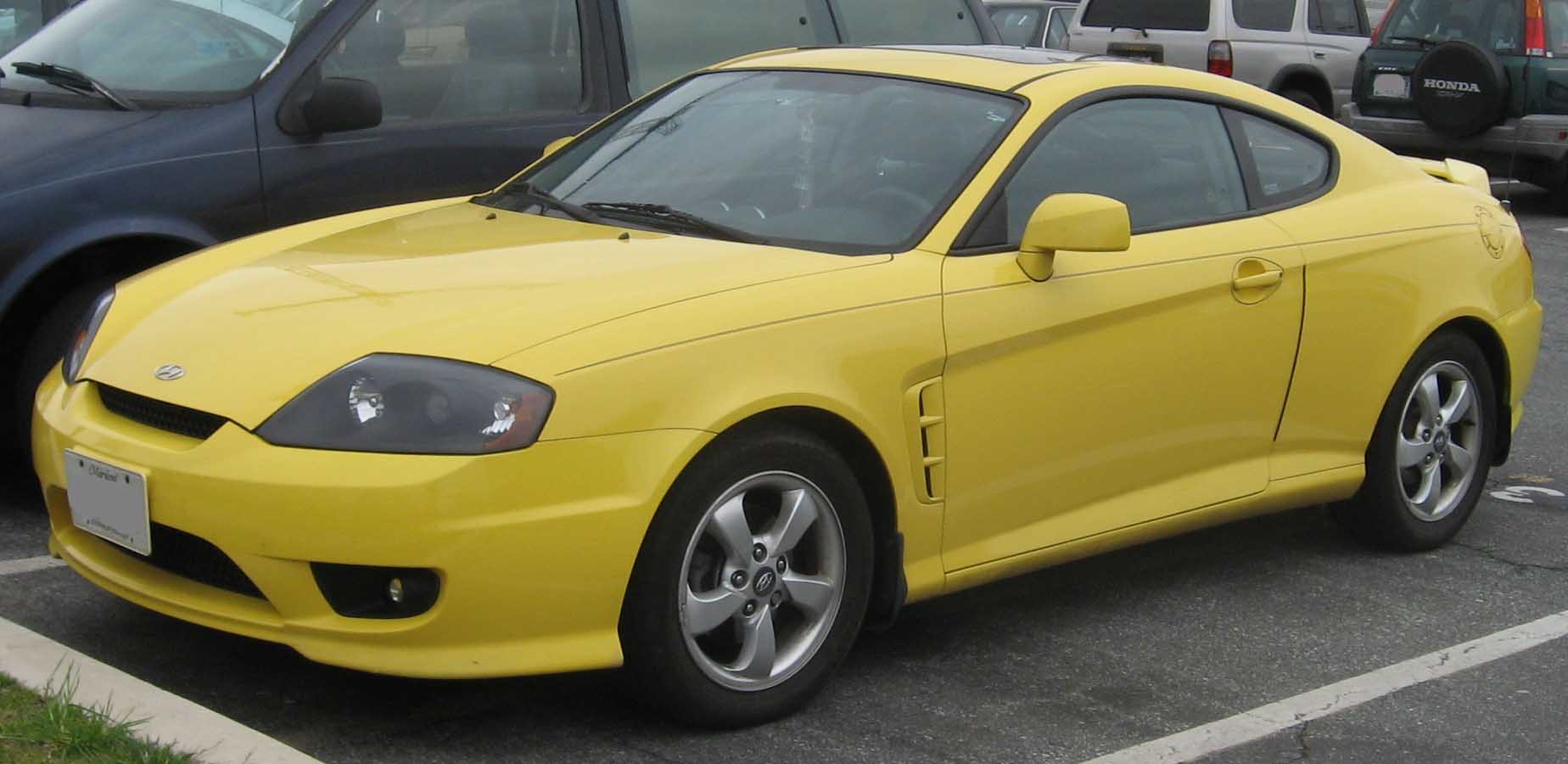
Hyundai Coupe модельного ряда 05-06 годов

В 2005 году компания представила очередной фейслифтинг модели. Косметические изменения коснулись переднего и заднего бамперов, а также оптики. Передний бампер получил фигурные вырезки под крышкой капота и в нижней части с вставками в виде пластиковых сеток, что придало более агрессивный и стильный вид передней части авто. Задний бампер получил декоративную выплавку под номерной рамкой. Задние фонари стали двухцветными. Основная красная часть с одноламповой компоновкой дополнилась белым лепесток — поворотником. Передняя оптика лишилась глянцевой формовки и вместе с темно-серым стеклом стилизована под «дымление». Убраны желтые поворотники.
Среди обладателей предыдущего кузова модели практически массовым явлением стало «тонирование» фар, придание им вида рестайлинговых. Комбинированные сиденья с кожаными вставками шли стандартно. К этому списку добавился раздвоенный выхлоп и шестиступенчатая коробка передач для модели с V6. Двухлитровый двигатель BetaII сменил предыдущую версию Beta и был оснащен технологией CVVT, выдавая теперь 143 л.с., вместо 134 л.с.
В 2006 году дизайнеры так же выпустили новый цвет для нового кузова, который дополнил линейку уже существующих. Цвет назывался «Regatta blue металлик» и был промежуточным между «Tidal Wave blue» и «Midnight blue»

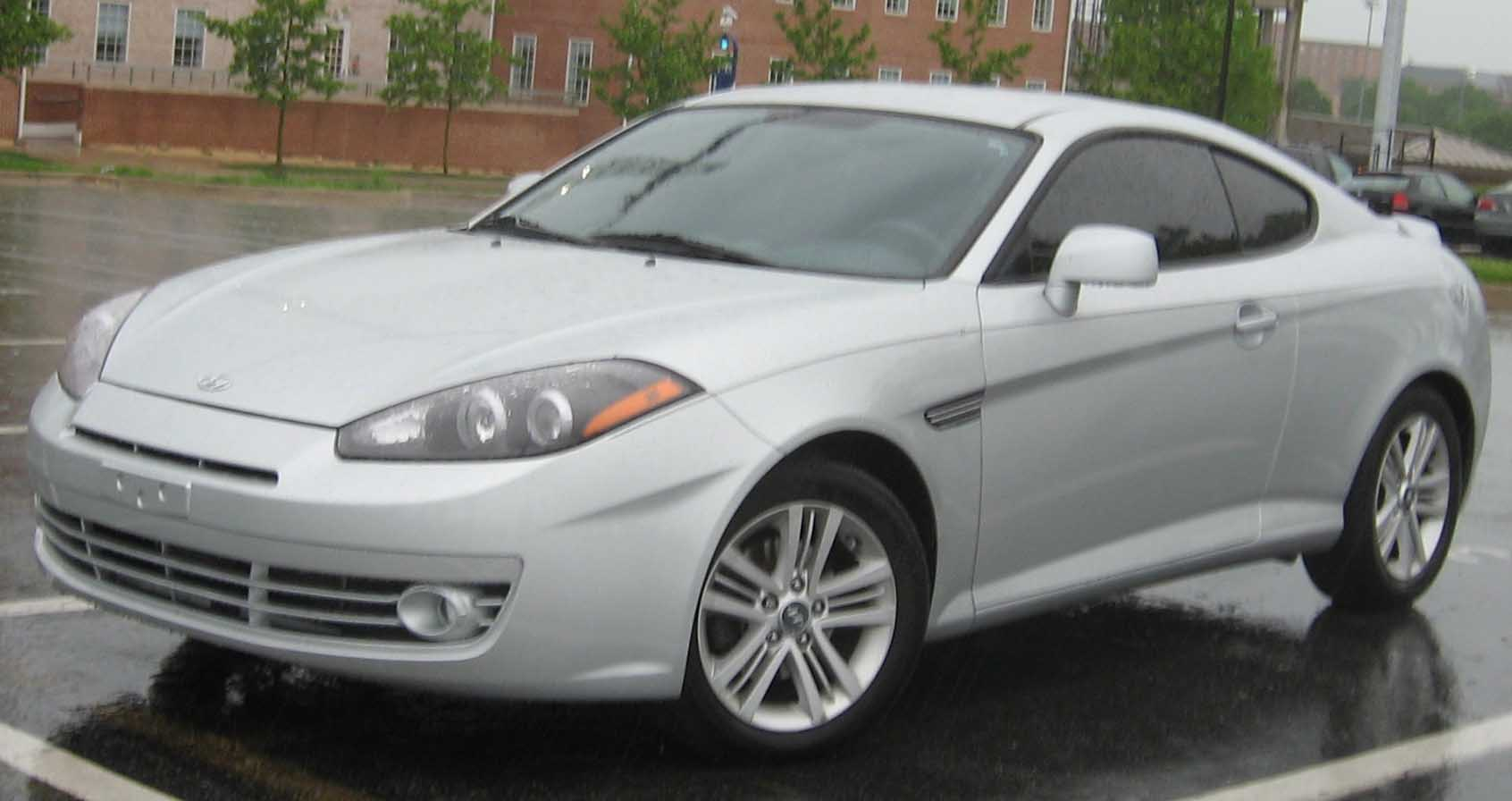
Hyundai Tiburon F/L2 (2007—2008) (US)

## Третье поколение
В апреле 2008 года в Великобритании стартовали продажи Hyundai Tiburon TSIII Limited Edition. Эксклюзивный Tiburon получил спортивную подвеску, 17-дюймовые колесные диски, новую выпускную систему, усиленные тормоза, кондиционер и круиз-контроль. Двигатель 2,0-литровый бензиновый, мощностью 143 л.с., позволяющий разогнать автомобиль до первой сотни за 9,3 секунды. Максимальная скорость составляет 207 км/ч. Покупателям предложили четыре варианта цвета кузова: «Stone Black», «Rose Red», «Crystal White» и «Carbon Grey».
Над последним фейслифтингом для модели дизайнеры потрудились основательно. Изменения коснулись оптики, бамперов, а также интерьера. Передняя решетка обзавелась горизонтальным оформлением прорезей и боковыми штамповками. Передние фары стали каплевидными, расположились на значительно большей площади по сравнению с предыдущей моделью Coupe. Задняя оптика была серьёзно переработана и получилась современной и интересной. Задний бампер скруглился и получил овальные прорези под систему выхлопа. Установлены новые боковые поворотники в форме круга. В салоне обновились приборы и оформление передней панели. Все эти изменения сделали автомобиль актуальным.
Весной 2009 года на североамериканском рынке начинаются продажи преемника Hyundai Coupe — Hyundai Genesis Coupe, показанного на Нью-Йоркской автомобильной выставке.